# NGC 5961
NGC 5961 (другие обозначения — UGC 9918, MCG 5-37-5, ZWG 166.13, ARAK 478, IRAS15332+3101, PGC 55515) — спиральная галактика (Sb) в созвездии Северная Корона.
Этот объект входит в число перечисленных в оригинальной редакции «Нового общего каталога».